# Aeroporto de Ilhéus/Bahia-Jorge Amado
De Aeroporto de Ilhéus/Bahia-Jorge Amado is de luchthaven van de Braziliaanse kuststad Ilhéus en de omliggende microregio Ilhéus-Itabuna in de staat Bahia. De luchthaven werd geopend op 19 mei 1938 en werd in 2002 door de federale overheid hernoemd naar de bekende Braziliaanse lokale schrijver Jorge Amado (1912–2001).
De luchthaven heeft een passagiersterminal die 700.000 passagiers per jaar kan bedienen. Het is een van de weinige regionale luchthavens die dagelijks vluchten uitvoert van de vier grootste Braziliaanse luchtvaartmaatschappijen Azul, Gol, LATAM Brasil en Voepass naar de steden Belo Horizonte, São Paulo en Salvador. De landingsbaan laat toe middelgrote vliegtuigen zoals de Boeing 737-800 en de Airbus A320 in te zetten.

## Bereikbaarheid
De luchthaven bevindt zich drie kilometer ten zuiden van het stadscentrum van de stad en scheidt het stadscentrum en de noordelijke wijken van de zuidelijke wijken.